# Де Бильде, Жиль
Жиль Де Би́льде (нидерл. Gilles De Bilde; род. 9 июня 1971, Зеллик, Брабант) — бельгийский футболист, известный по выступлениям за «Андерлехт», ПСВ и сборную Бельгии. Участник чемпионата Европы 2000.

## Клубная карьера
Де Бильде начал свою карьеру в клубе «Эндрахт Алст». В сезоне 1994/1995 году он был признан лучшим футболистом чемпионата Бельгии забив 21 мяч в 31 матче. Летом 1995 года он перешёл в «Андерлехт».
Де Бильде также известен свои буйным нравом и сложным характером. В декабре 1996 года в поединке против бывшей команды «Эндрахт Алст» он ударил по лицу Криста Порте, сломав ему нос и повредив глаз. В 1992 году Жиль избил двух бойскаутов получив условный тюремный срок, а за четыре месяца до инцидента с Порте боднул головой врача клиники, где лежал его отец.
В январе 1997 года Жиль за 3 млн евро перешёл в нидерландский ПСВ. Забив 7 голов в 8 матчах он помог новому клубу выиграть чемпионат Нидерландов. За ПСВ де Бильде провёл 49 матчей и забил 24 гола. В августе 1999 года Жиль перешёл в английский «Шеффилд Уэнсдей». В первом сезоне он забил 10 мячей, но команде это не помогло и она покинула Премьер-лигу. В октябре 2000 года де Бильде на правах краткосрочной аренды перешёл в «Астон Вилла». Жиль сыграл в 4 матчах и вернулся в «Шеффилд» в январе 2001 года. Оставшуюся часть сезона он не показывал былой игры, поэтому по окончании чемпионата вернулся в «Андерлехт». С бывшим клубом де Бильде заключил контракт на три года. По истечении двух сезонов он покинул команду и ещё сезон выступал за «Льерс» после чего объявил об окончании карьеры. В 2005 году де Бильде выступал за любительский клуб «Виллеброк Мирхоф», который покинул в 2007 году.

## Международная карьера
16 ноября 1994 года в матче отборочного турнира чемпионата Европы 1996 против сборной Македонии де Бильде дебютировал за сборную Бельгии заменив во втором тайме Йохана Валема. 26 апреля 1995 года в поединке квалификации Евро 96 против сборной Кипра он забил свой первый гол за национальную команду.
В 2000 году он принял участие в домашнем чемпионате Европы. На турнире Жиль сыграл в матче против Турции.
Сразу после первенства Европы он завершил карьеру в сборной. За национальную команду он провел 25 матчей и забил 3 гола.

### Голы за сборную Бельгии
| #   | Дата           | Место             | Противник | Результат | Соревнование                            |
| --- | -------------- | ----------------- | --------- | --------- | --------------------------------------- |
| 01. | 26 апреля 1995 | Брюссель, Бельгия | Кипр      | 2:0       | Чемпионат Европы 1996 отборочный турнир |
| 02. | 15 ноября 1995 | Лимасол, Кипр     | Кипр      | 1:1       | Чемпионат Европы 1996 отборочный турнир |
| 03. | 13 ноября 1999 | Лечче, Италия     | Италия    | 1:3       | Товарищеский матч                       |

## Достижения
«ПСВ»
- Чемпионат Нидерландов по футболу — 1996/1997
- Обладатель Суперкубка Нидерландов — 1997,1998